# Neville Chamberlain
Arthur Neville Chamberlain (18. března 1869, Birmingham – 9. listopadu 1940, Heckfield) byl britský státník, člen Konzervativní strany a premiér. Byl synem úspěšného průmyslníka a politika Josepha Chamberlaina. Nejznámějším se stal uplatňováním appeasementu v zahraniční politice a roku 1938 podpisem Mnichovské dohody, kterou byl uznán požadavek nacistického Německa, aby mu Československo odstoupilo oblasti obývané sudetskými Němci. Poté, co Německo pokračovalo ve své agresivní politice, mu vyhlásil 3. září 1939 válku a vedl Spojené království v prvních osmi měsících druhé světové války.
Nevillův starší bratr Austen Chamberlain byl britským ministrem zahraničí (1924–1929) a nositelem Nobelovy ceny míru.

## Mládí
Narodil se v Birminghamu jako mladší syn Josepha Chamberlaina, starosty Birminghamu a později i ministra kolonií, a jeho druhé manželky Florence. Studoval na škole v Rugby a později na Mason Science College v Birminghamu.
Prostřednictvím rodinných kontaktů se stal ředitelem společnosti Elliot's Metal Company sídlící nedaleko Highbury. V říjnu 1897 s pomocí rodinných peněz koupil společnost Hoskins & Company, jejímž se stal výkonným ředitelem po následujících 17 let. Ve veřejném životě se angažoval jako ředitel Birminghamské všeobecné nemocnice a pomáhal založit Birminghamskou univerzitu.

## Politická kariéra
V letech 1915–1917 byl starostou Birminghamu. Poslancem Dolní sněmovny byl Chamberlain zvolen krátce po skončení první světové války v roce 1919 za obvod Birmingham Ladywood. Bylo mu tehdy 49 let.
Poté, co roku 1922 ztratil ministr zdravotnictví Arthur Griffith-Boscawen ve volbách svůj poslanecký mandát, nabídl stávající premiér Andrew Bonar Law Chamberlainovi pozici státního sekretáře (junior minister) na tomto ministerstvu. V květnu následujícího roku byla u Bonara Lawa zjištěna rakovina v pokročilém stadiu. Law ze zdravotních důvodů jako premiér rezignoval a jeho nástupcem se stal Stanley Baldwin. Ten v prvních několika měsících zastával i funkci ministra financí, než do této pozice uvedl v roce 1923 Chamberlaina, který si však tento post udržel jen pět měsíců do příštích voleb.
Po volbách roku 1923 se Chamberlain stal ve vládě konzervativců ministrem zdravotnictví. Jedním z prvních jeho počinů v této funkci byl návrh zákona, kterým byl snížen věk pro odchod do důchodu a zajištěna penzi pro pozůstalé zemřelých dělníků. Dokázal také omezit moc výborů, které zajišťovaly podporu v nezaměstnanosti, pro přestárlé a hendikepované. Ty byly ovládány labouristy a jejich hospodaření se svěřenými penězi přivedlo tento systém do krize[zdroj?]. Jeho návrh zákona přijatý roku 1929 oddělil agendu nezaměstnanosti od ostatních agend a její výkon přenesl na místní samosprávu.
V letech 1931–1937 působil znovu jako ministr financí.

## Premiér

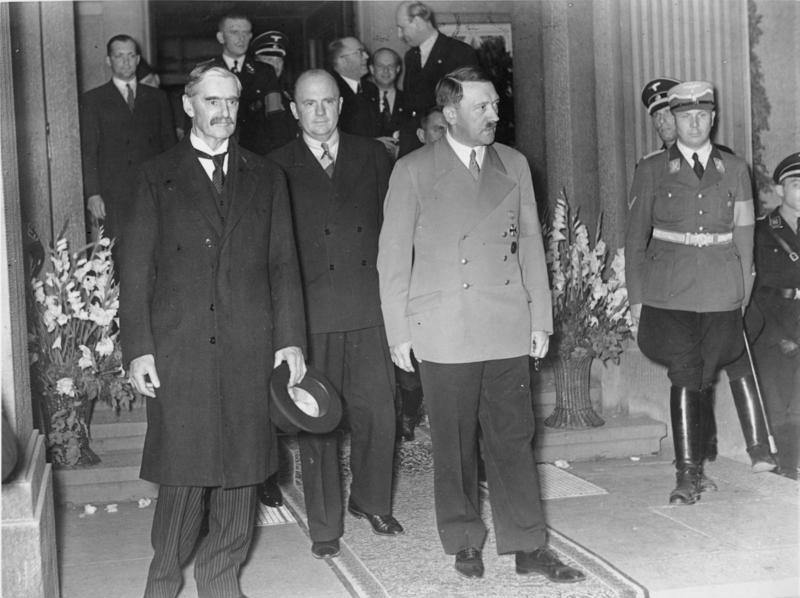
Hitler a Chamberlain 23. září 1938

Krátce po korunovaci Jiřího VI. (1937) odstoupil z funkce premiéra Stanley Baldwin a jeho nástupcem se stal Chamberlain. Od tohoto roku byl také předsedou Konzervativní strany. V domácí politice dokázal prosadit roku 1937 přijetí zákona, který zlepšoval podmínky zaměstnanců průmyslových společností a omezoval maximální pracovní dobu pro ženy a děti.
V zahraniční politice se pokoušel naklonit nacistické Německo a vytvořit z něho partnera ve stabilní Evropě. Předpokládal, že by toho dosáhl navrácením některých bývalých kolonií. Nicméně Německo nevyvíjelo velkou snahu jednat o těchto záležitostech. Obešel svého ministra zahraničí Edena a do Německa vyslal svého vyjednavače a tentýž postup uplatnil i vůči Itálii, která byla evropskou veřejností kritizována za okupaci Etiopie. Vyřešení vztahů s Itálií totiž považoval za překážku pacifikace a appeasementu Evropy. Chamberlainova politika vůči Německu byla motivována tradiční britskou snahou o nastolení rovnováhy v Evropě, v tomto případě mezi Německem a Francií, což se projevilo ještě za jeho předchůdce, když Londýn pasivně přihlížel remilitarizaci Porýní v březnu 1936.
V únoru 1938 německý kancléř Adolf Hitler započal nátlak na rakouskou vládu, aby svolila k připojení Rakouska k Německu. Chamberlain se domníval, že dobré styky s Itálií přesvědčí Hitlera, aby od svého záměru odstoupil, a zároveň, že bude Itálie sloužit jako hráz německé expanzi. Jeho názor kritizoval ministr zahraničí Eden, který poté co byl vládou schválen postup jeho oponenta, rezignoval. V březnu 1938 se Rakousko stalo částí Německa, a ačkoli Rakousko žádalo Británii o pomoc, byla výsledkem jen diplomatická nóta. Na jednání vlády poté uvedl, že jediný argument, na který Německo slyší, je vojenská síla a systém kolektivní bezpečnosti je v tomto případě neúčinný. Obětování Rakouska nyní nahradilo neúspěšnou snahu uspokojit Hitlera navrácením kolonií a mělo posílit Třetí říši proti Francii (podle hesla vždyť jsou to také Němci).
V záři byl informován tajnými službami o Hitlerově záměru napadnout v druhé polovině tohoto měsíce Československo. Zároveň dostal informaci o tom, že se Francie do případného konfliktu nezapojí.[zdroj?] Chamberlain se obával, že by kvůli Československu mohlo být Spojené království zavlečeno do války. 15. září se na Berghofu sešel s Adolfem Hitlerem. Jednal z vlastní iniciativy, svůj postoj nekonzultoval s ministrem zahraničí lordem Halifaxem, ani ho nepřekládal na jednání vlády. Hitler po Chamberlainovi žádal připojení československých oblastí s převahou německého obyvatelstva k Německu. Chamberlain souhlasil.
Československo mělo obdržet mezinárodní garanci nezávislosti. Chamberlain s tímto souhlasil, neboť odstoupení Sudet bral jako další posílení Německa, které se tímto mělo vyrovnat Francii, která s tímto postupem rovněž souhlasila. Na pozdějších jednáních však Hitler své požadavky rozšířil, což už bylo pro britského premiéra neakceptovatelné, neboť neměl zájem na tom, aby nacisté získali výzbroj československé armády a kontrolu nad zbrojním průmyslem ve vnitrozemí.
29.–30. září 1938 proběhla v Mnichově schůzka za účasti Chamberlaina, Hitlera, italského vůdce Mussoliniho a francouzského premiéra Daladiera. Na jednání Hitler hrozil válkou, pokud nebudou přijaty jeho požadavky. Británie i Francie nakonec odsouhlasily italský návrh, který byl předtím připraven Německem a výsledkem byl text označovaný jako Mnichovská dohoda. Československá vláda se nátlaku podvolila, dohodu přijala a vyklidila pohraniční oblasti. Chamberlain po návratu do země prohlašoval, že dohoda zajistila „mír pro naši dobu“, byl oslavován jako velký mírotvorce a byla mu poskytnuta málo vídaná čest objevit se s královskou rodinou na balkóně Buckinghamského paláce[zdroj?].
V období po Mnichovu prosazoval politiku obezřetného dozbrojování. Nicméně dále se angažoval v zahraniční politice a cestoval do Paříže, aby přesvědčil Francouze ke zbrojení, a do Itálie, aby přesvědčil Mussoliniho o nutnosti pozitivního tlaku na Hitlera. Někteří členové jeho vlády ale začali politiku appeasementu kritizovat. Dne 15. března obsadilo Německo Československo a tím nastala přesně ta situace, kterou si nepřál. V reakci na to pronesl Chamberlain ve svém rodišti 17. března projev, ve kterém napadl nacistickou vládu za svévolné porušení Mnichovské dohody. Později veřejně garantoval polskou suverenitu a varoval Hitlera před agresí vůči této zemi. Když v září Německo napadlo Polsko a Británie vyhlásila Německu válku, Chamberlain ustanovil válečný kabinet, do kterého pozval i zástupce liberálů a labouristů, kteří to ale odmítli. Winstona Churchilla jmenoval do funkce ministra námořnictva a jmenoval ho i členem válečného kabinetu. První období války se soustředilo na námořní střety. Zpočátku se domníval, že ekonomický nátlak a blokáda Německa přinese brzký konec války.
Po zimní válce mezi Sovětským svazem a Finskem se spojenci zaměřili na získání kontroly nad Norskem, skrze něž Německo získávalo velkou část železné rudy (těžené ve Švédsku). Německo vpadlo do Dánska a pokračovalo do Norska. Britské síly v Norsku neuspěly a válečný kabinet rozhodl o jejich stažení. Krátce po tomto rozhodnutí se jeho oponenti v Konzervativní straně spojili s labouristy a liberály a pokusili se dosáhnout jeho rezignace. Po bouřlivé debatě v parlamentu viděl možnost setrvání ve funkci pouze za podmínky, že se do ní zapojí i labouristé. Poté, co to jejich představitel Clement Attlee odmítl, rozhodl se odstoupit a za svého nástupce doporučil Churchilla.

## Pozdní období
Po svém odstoupení v květnu 1940 zůstal až do své smrti vůdcem konzervativců a snažil se Churchillovi zajistit uvnitř strany podporu.
Dlouho se těšil dobrému zdraví, ale v červnu 1940 ho postihly zdravotní potíže, pro které musel navštívit nemocnici, kde mu byla objevena rakovina. Krátce ještě pokračoval v práci, ale v září se po náletech přestěhoval do Highfield Parku. 9. listopadu 1940 nemoci podlehl a jeho ostatky byly pohřbeny ve Westminsterském opatství.

## Vyhodnocení Chamberlainovy politiky
Celkově je Neville Chamberlain hodnocen i ve Velké Británii značně rozporuplně. Jeho úspěchy z počátku jeho vlády zcela zastiňuje jeho role v jednáních s Adolfem Hitlerem o osudu tehdejšího Československa. Za svou politiku appeasmentu byl výrazně kritizován ze strany konzervativců a nejvíce diplomatem a členem Konzervativní strany Duffem Cooperem. Ten také jako jediný člen britské vlády kvůli nesouhlasu s podpisem Mnichovské dohody složil funkci. Obdobně kritizoval Chamberlaina po válce i Winston Churchill. Obecně je Chamberlain hodnocen spíše jako obchodník než dobrý diplomat a politik. Jeho rozhled byl velmi úzký, Evropu skoro neznal, příliš necestoval a neměl v politických kruzích tehdejší Evropy téměř žádné přátele a spojence. Dle Lorda Norwiche, syna Duffa Coopera, byl patrně právě jeho úzký rozhled příčinou toho, že Hitlerovi nedokázal fakticky vzdorovat a tím umožnil Německu rozpoutat druhou světovou válku. Sám Chamberlain byl až do své smrti přesvědčen, že díky Mnichovské dohodě získal pro Británii čas se dozbrojit a připravit na válku, kterou by jinak, kdyby přišla už v roce 1938, Británie prohrála.